# Oxymoron
Et oxymoron (pl.: oxymoroner, gr. pl.: oxymora; græsk: oxys, skarp; moros, sløv/dum) er et ord eller en kort vending, der er sammensat af to begreber, der tilsyneladende modsiger hinanden, altså en slags komprimeret paradoks, hvor der som regel ligger en sandhed eller indsigt gemt i paradokset.
Ordet oxymoron, der kommer fra det græske oxys = skarp og moros = dum – en skarpsindighed, der umiddelbart virker dum – er også et oxymoron i sig selv, idet at "skarp" og "dum" også er to sammensatte modsætninger.

## Eksempler
- “Tøsedreng”
- "Læseferie"
- "Meget lidt"
- "Pænt grimt"
- "Mega lille"
- "Larmende stilhed"
- "Bittersød"
- "Dumsmart"
- "Skynde sig langsomt"
- "Mørkt lys"
- "Levende døde"
- "Pessimistisk optimist"
- "Betydeligt irrelevant"
- "Voldelig pacifisme"
- "Stressende afslapning"
- "Tragikomisk"[1]
- "Apatisk kærlighed"

Et kendt eksempel er fra William Butler Yeats' Easter 1916. I dette digt benyttes den oxymoronske frase "a terrible beauty is born" (en frygtelig skønhed er født) til at beskrive oprørernes mangel på overgivelse under påskeopstanden i Irland i 1916. Et andet eksempel er Simon & Garfunkels sangtitel "The Sound of Silence".